# 의성 제오리 공룡발자국화석 산지
의성 제오리 공룡발자국화석 산지는 대한민국 경상북도 의성군 금성면 제오리의 경상 누층군 사곡층에 드러나 있는, 공룡 발자국 화석의 산지이다. 대한민국의 천연기념물 제373호로 지정되어 있다. 1989년 도로 공사 도중 발견되었으며, 풍화현상이 진행되어 2003년 복원 공사를 했으나 시멘트를 바르고 페인트 칠을 하는 등 훼손 논란이 제기된 바 있다

## 개요
의성 제오리의 공룡발자국화석은 의성군 관내 1988년 도로확장 공사를 위해 절토된 사면이 1989년 여름에 발생한 사태로 인해 공룡발자국 화석 산지를 덮고 있던 토사가 쓸려 나가면서 발견되었다. 이후 추가적인 조사를 통해, 이 화석산지가 1600m2의 좁은 범위에 용각류, 조각류, 수각류의 발자국 화석 300여개가 집중적으로 발달하고 있는 국내에서 매우 드문 고밀도의 화석 산지인 것이 확인되었다. 화석은 중생대 백악기 때의 것으로, 약 1억 1,500만 년 전에 만들어진 것으로 추정된다. 일대의 지질은 중생대 백악기에 형성된 호성 퇴적층 경상 누층군 사곡층으로 되어 있다.
이곳에서는 4종류의 공룡발자국화석 316개가 확인되었으며, 발굽울트라룡, 발톱고성룡, 발목코끼리룡 등 3종류의 초식공룡발자국과 육식공룡인 한국큼룡발자국이 발견되었다. 이곳에서는 대·중·소형의 초식공룡과 육식공룡의 발자국이 동시에 발견되어 공룡의 서식지였음을 짐작케 한다. 의성 제오리의 공룡발자국화석은 발의 크기, 보폭, 걷는 방향 등을 알 수 있어 당시 공룡의 모습과 생활 등을 연구하는데 귀중한 자료로 학술적 가치가 높다.

## 등록 사유
다양한 4종류의 공룡발자국화석이 단일 노두에 양호한 상태로 보존되어 있어 학술적 가치가 크다.

## 같이 보기
- 의성지질공원
- 경상 누층군 사곡층

## 참고 자료
- 의성 제오리 공룡발자국화석 산지 - 국가유산청 국가유산포털